# Die Verschworenen
Die Verschworenen oder der häusliche Krieg, (en français Les Conjurés ou la guerre domestique) est un singspiel en un acte composé par Franz Schubert en 1823 sur un livret de Ignaz Franz Castelli d'après la comédie Lysistrata et créé de manière posthume à Francfort le 29 août 1861.

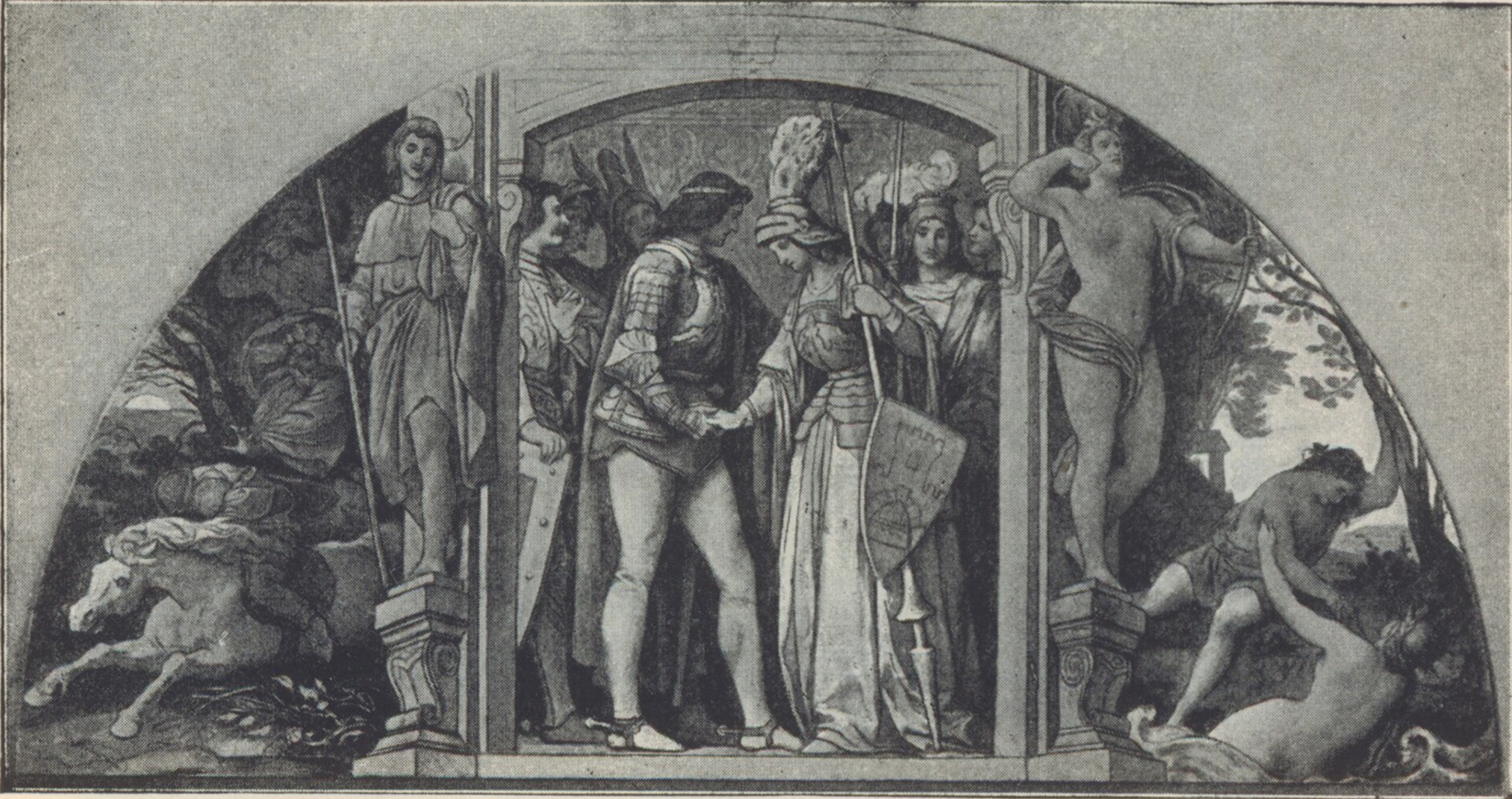
Moritz von Schwind: Les Conjurées ou la guerre domestique

Il s'agit sans doute de l'opéra donné aux Fantaisies-parisiennes en 1868 sous le titre de La Croisade des Dames sur un livret de Victor Wilder et musique de "François" Schubert. 